# Bulbophyllum campos-portoi
Bulbophyllum campos-portoi là một loài phong lan thuộc chi Bulbophyllum.